# Надаров, Иван Павлович
 Ива́н Па́влович Нада́ров (3 (15) января 1851, Константиноград — 1922) — российский военный деятель, генерал от инфантерии, писатель, один из первопроходцев Уссурийского края.

## Биография
Родился в 1851 году в Константинограде, из полтавских дворян. По национальности — черкес. Окончил Полтавский кадетский корпус (1867), второе Константиновское военное училище и Академию Генерального штаба (1878). Начал службу в лейб-гвардии Егерском полку. Офицер с 12 июня 1869 года. С 1869 по 1871 год был в отставке. Принимал участие в русско-турецкой войне 1877—1878 гг.
Летом 1882 года был командирован для рекогносцировки военной дороги вдоль китайской границы, выполнил сопутствующие этнографические, географические и лингвистические исследования. Им были исследованы и положены на карту реки Вак, Бикин, Иман (с 1972 года - Большая Уссурка), Даубиха. Именно он первым исследовал жизнь и быт коренного населения Приморской области — удэгейцев. Им же были записаны 238 слов уссурийских удэгейцев — первый словарь ранее неизвестного языка. Был активным деятелем Общества изучения Амурского края (ОИАК) во Владивостоке с 1884 года, с самого основания Общества. В 1885 стал пожизненным членом ОИАК.
В 1887 году в чине полковника был назначен начальником крепостного штаба Владивостокской крепости. Начальник штаба 29-й пехотной дивизии (16.05.1889 — 29.12.1896), командир 122-го пехотного Тамбовского полка (29.12.1896 — 23.06.1897). В 1898 году — окружной интендант Приамурского военного округа. С 1898 по 1901 год являлся председателем Приамурского отдела Императорского Русского Географического Общества. В 1900—1901 годах участвовал в военном походе в Северную Маньчжурию.
9 мая 1901 года назначен военным губернатором Забайкальской области, командующим войсками в оной и наказными атаманом Забайкальского казачьего войска. Во время Русско-японской войны начальник военно-окружного управления Маньчжурской армии (12 апреля 1904 — 23 февраля 1905) и главный начальник тыла Маньчжурских армий (23 февраля 1905 — 25 апреля 1906).
С 25 апреля 1906 года по 8 июня 1908 года Степной генерал-губернатор, командующий войсками Омского военного округа и наказной атаман Сибирского казачьего войска. 8 июня 1908 года произведён в генералы от инфантерии с увольнением от службы с мундиром и пенсией.
Конец жизни отставной генерал провёл в родном Константинограде. Дата и обстоятельства смерти Надарова пока неизвестны. Ранее считалось, что он был расстрелян красными в 1920 году. Однако последними исследованиями точно установлено, что Иван Павлович прожил до 1922 года. После его смерти дочь Ольга с семьёй переехала в Петербург; впоследствии архив генерала был уничтожен ввиду угрозы репрессий.

## Звания
Вступил в службу (19.08.1867), подпоручик (ст. 12.07.1869), поручик за отличие со ст. 2.01.1873 (1873), штабс-капитан (ст. 26.04.1877), капитан (ст. 6.01.1878), переименован в штабс-капитаны Генерального штаба (25.04.1878), капитан (ст. 20.04.1880), подполковник (ст. 17.04.1883), полковник за отличие со ст. 5.04.1887 (1887), генерал-майор за отличие со ст. 6.12.1897 (1897), генерал-лейтенант за отличие со ст. 31.01.1901 (1901). В отставке с производством в генералы от инфантерии (8.06.1908).

## Награды
- орден Святого Станислава 3 степени с мечами (1879)
- орден Святой Анны 3 степени (1880)
- орден Святого Станислава 2 степени (1885)
- орден Святой Анны 2 степени (1891)
- орден Святого Владимира 4 степени (1895)
- орден Святого Владимира 3 степени (1901)
- орден Святого Станислава 1 степени (1904)
- Орден Святой Анны 1 степени (1905)
- Орден Святого Владимира 2 степени (1906)
- серебряная медаль имени Н. М. Пржевальского Русского географического общества (1886)[6]
- малая золотая медаль Русского географического общества (1889)[6][7]

## Сочинения
- «Очерк современного состояния Северно-Уссурийского края» («Владивосток», 1881)
- «Съезд губернаторов и других представителей в Хабаровске» (ib., 1885)
- «Материалы к изучению Уссурийского края: Северно-Уссурийский край» (с картою) в «Записках Императорского Географического Общества» (1887, т. 17)
- В «Военном Сборнике» помещены:
  - «Письма из Южно-Уссурийского края» (1888, № 12)
  - «Поездка по долине Хунчунки» (1890, № 8)
  - «Хунхузы в Южно-Уссурийском крае» (1896, № 9)
- В «Записках Приамурского отделения Русского Географического Общества»:
  - «Переселение крестьян морем в Южно-Уссурийский край» (1899).

## Отзывы о нём
Иван Павлович — так звали Надарова — был оригинал. Небольшого роста, широкоплечий, ходил переваливаясь. Голос имел басистый. Фуражка его, с длиннейшим козырьком, была известна всему Хабаровску. Надаров, как и генерал Селиванов, хотя с виду был суровый, но в душе был добрый человек, почему подчинённые очень его любили и ценили.— Верещагин А. В. По Манчжурии. 1900—1901 гг. Воспоминания и рассказы. — СПб., 1903.